# Säby gård
Säby gård är en herrgård och tidigare säteri i Järfälla socken i Järfälla kommun i kommundelen Jakobsberg, Stockholms län. Idag ägs Säby gård av Järfälla kommun och hyrs ut till en Waldorfförskola, Säby Waldorfförskola, som har sina lokaler i huvudbyggnaden och i den ena flygeln. Säby gård är ett statligt byggnadsminne sedan 1983. Anläggningen ligger i Järvafältets naturreservat.

## Historik
Under 1400-talet ägdes gården av  Laurens van Essen efter att tidigare varit ägd av Peter Torstensson som genom pantbrev gick vidare till Kristian Bulla och Hans Tullskrivare.
Säby gård var redan på 1500-talet en frälsegård och gjordes till säteri på 1630-talet av Schering Rosenhane, som på 1650-talet även lät uppföra den karolinska manbyggnad som än i dag är Säbys huvudbyggnad. Arkitekten var möjligen Nicodemus Tessin d.ä., men eftersom Schering Rosenhane var intresserad av arkitektur påverkade han troligen utförandet till stor del. Som byggmästare anlitades murmästaren Andreas Fischer.
Till gårdsmiljön hör också ekonomibyggnader, med bland annat stallet och magasinet från 1800-talets slut, det senare inrymmer idag ett sommarcafé. På ett något idealiserande kopparstick från 1600-talet syns en stor anläggning, med tinnar och torn. Kopparsticket visar en huvudbyggnad med mittdel i en våning med vind och utsiktsbalkong samt omgivande sidopartier i två våningar.
Under 1700-talet byggdes mittdelen på med en våning till två våningar och kring år 1800 tillkom två låga sidobyggnader. De gulputsade fasaderna är dekorerade med kraftiga hörnkedjor målade i gulgrå kulör. Huset täcks av ett plåtklätt säteritak och kröns av en lanternin som innehöll en klocka (numera borta). Huvudbyggnaden flankeras av två fristående flygelbyggnader. Den ena flygeln är från 1680-talet, medan den andra - osäkert vilken - är yngre. Även flyglarna är putsade och har säteritak, dessa är dock täckta med tvåkupigt taktegel. Entréerna till samtliga tre byggnader accentueras av breda frontoner.
Den siste private ägaren var Douglas Dickson, som sålde Säby till kronan för att gården och dess ägor skulle ingå i det militära övningsområdet Järva skjutfält. Säby Gård köptes sedan in vid NK:s 25 årsjubileum 1927. Personalen på NK och NK-skolan kunde därmed tillbringa sin ledighet på gården i ro och gemenskap. Gården blev en samlingsplats för de arbetande och erbjöd en rad aktiviteter och personalen kunde ta del av.

### Historiska bilder

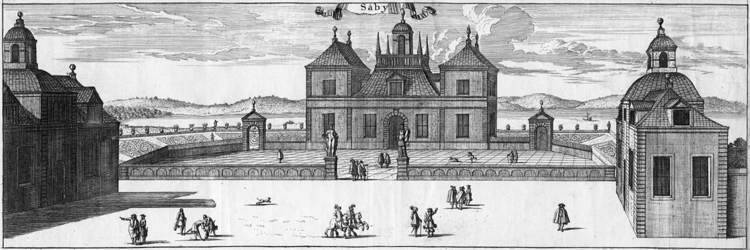
Säby gård på 1660-talet avbildad i Suecian, kopparstick av Jean Le Pautre. Ingår i Erik Dahlberghs verk Suecia antiqua et hodierna.
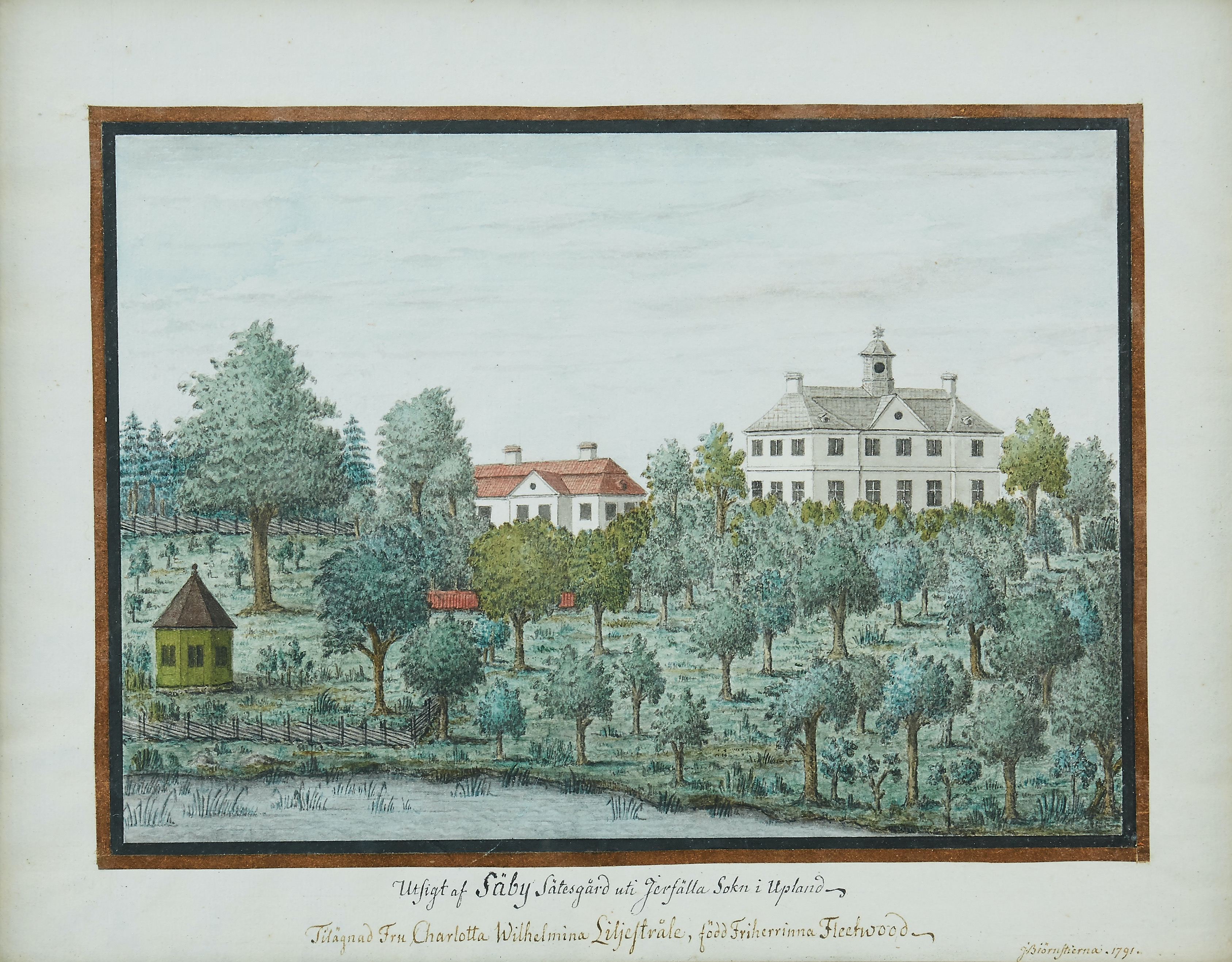
Säby gård avbildad 1791 av Johan Björnstjerna.
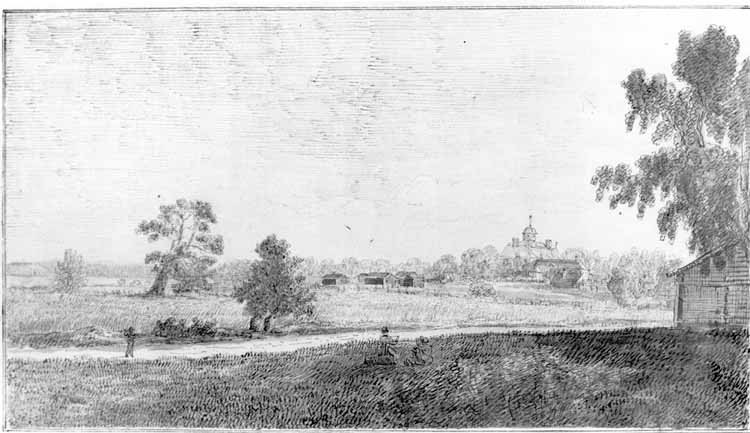
Säby gård från nordväst år 1813 av Axel Fredrik Cederholm. Original i Uppsala universitetsbibliotek.
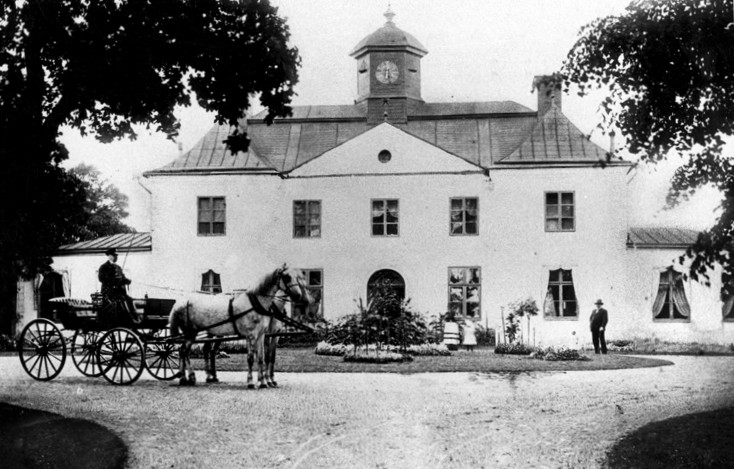
Säby gårds huvudbyggnad på 1890-talet. Bilden visar huvudbyggnaden med godsägare Emil Göthberg stående till höger. Efter foto hos Alice Ahlsén.

## Torp under Säby

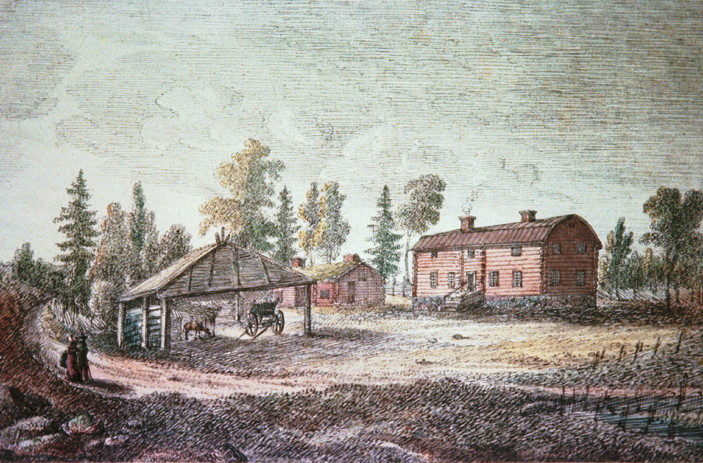
Bostället Skruven, 1813. Torpet Skruven (Skrufwen) var ett torp under Säby gård i Järfälla, två mil norr om Stockholm, "tecknat efter naturen". Teckning av Axel Fredrik Cederholm (1813). Original i Uppsala universitetsbibliotek.

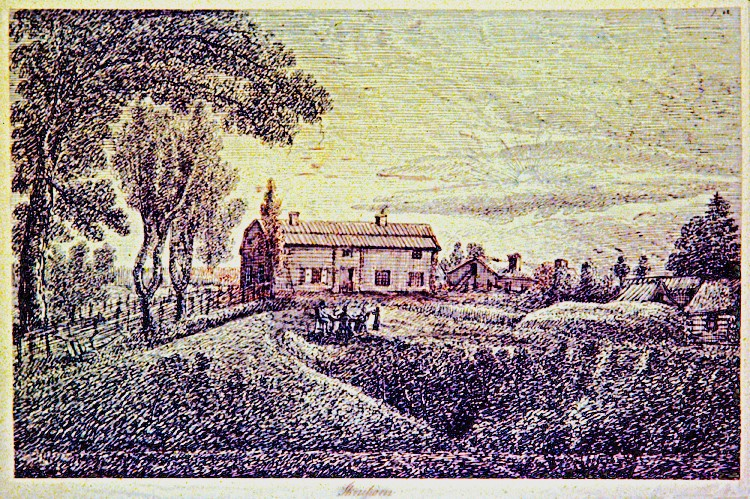
Skruven. Krog på Säby ägor, invid nuvarande Aspnäs vägskäl. Teckning av Axel Fredrik Cederholm, 1813. Original i Uppsala universitetsbibliotek.

Några av Säbys torp finns bevarade, de ligger numera inom Järvafältets naturreservat:
- Torpet Tånglöt nämns skriftligt redan 1589 i jordeboken. Då hette torparen Mårthen. Den siste torparen var August Holmberg som bodde här fram till 1949. Under åren 1956 till 1972 nyttjades torpet som gård för Järfälla hemvärnskår. År 1970 övergick Tånglöt från Kronan till Järfälla kommun. Sedan 1992 har Järfälla brukshundsklubb sin hemvist i torpet.[6]
- Torpet Björnmyra är känt sedan 1728, då bodde Jan Nilsson med hustru här. Björnmyra brukades in till 1940-talet och var bebott ända fram till 1953 av den siste torparen Axel Fredrik Karlsson. Liksom torpet Tånglöt övergick även Björnmyra 1970 från kronan till kommunen.[7] Björnmyra är numera privat fritidshus.
- Torpet Granskog omnämns redan 1589 i jordeboken, då torpet beboddes av en Lasse. Granskog brukades in till 1940-talet och var bebott ända fram till 1970 av den siste torparen som hette Rikard Malkom Wilsson. Därefter övergick stället från kronan till kommunen.[8] Numera är Granskog klubbstuga för Järfälla OK.
- Torpet Skruven utmärks första gången på en karta 1689 och nämns tidigast 1695 i mantalslängden och nämndes som oskattlagt torp 1787 och 1825. Skruven utgjorde knappast något torp i egentlig bemärkelse, men det var ett boställe för gårdshantverkare vid Säby, främst för gårdssmeden, åtminstone från 1730-talet. Dessförinnan var det en tid skogvaktarboställe. 1695 bebos torpet av trädgårdsmästaren Bengt Månsson. Bebyggelsen vid Skruven tycks ha varit ganska betydande av de täta omnämnandena i kyrkobökerna från 1700-talet att döma. Från 1810-talet bodde det både skomakare och skräddare där samt även statdrängar. Teckningen av Axel Fredrik Cederholm från Skruven 1813 visar att bebyggelsen vid Skruven varit ganska omfattande och inte direkt av torpkaraktär. Ännu på 1870-talet finns bebyggelsen vid Skruven markerad på Topografiska kårens kartor. Men på kartor från 1890-talets början är bebyggelsen borta. Vid Aspnäs vägskäl, nära Aspnässkolan, på båda sidor om nuvarande avtagsvägen till Säby låg bebyggelsen vid Skruven alldeles intill och öster om det som idag är Enköpingsvägen.[9]

Skruven var en ganska stor byggnad vid Gamla Enköpingsvägen sydost om Aspnäs gamla skola. Aspnässkolan, eller Jakobsbergs skola, var Järfälla sockens första egna skola och den öppnades 1846. Man köpte in en mangårdsbyggnad, som låg vid Aspnäs vägskäl, för att använda som skola. Byggnaden hade tidigare fungerat som vägkrog, det vill säga som restaurang som låg invid en större väg, det var Gamla Enköpingsvägen, som gick mellan Stockholm och Enköping. Vid Aspnäs vägkrog var kunderna är ofta på resande fot. Aspnässkolan har byggnader som är från 1846, 1901 och 1945. Det äldsta skolhuset från 1846 låg vid Aspnäs vid Allévägen i korsningen Allévägen 2 och gamla Enköpingsvägen 1 och det huset revs 1959 och fungerar idag som vindskydd vid Ängsjö friluftsgård. Skruvens egentliga funktion var inte ett vanligt torps, utan att hysa olika gårdshantverkare under Säby. I Skruven hölls krog till 1809 och krögarens hustru i Skruven omnämndes redan 1704. Vid genomfartsvägen var läget lämpligt för en liten krogrörelse.
I Järfälla Hembygdsblad 1993/4 står följande text om Skruven: "Bostället Skruven var inte ett torp i egentlig bemärkelse utan ett boställe för gårdshantverkare vid Säby, främst gårdssmeden åtminstone från 1730-talet. Skrufwens bebyggelse låg öster och väster om gamla Enköpingsvägen (idag strax väster om nuvarande motorvägen E18) och omnämns första gången på en karta 1689. Stället var bebott fram till 1855."
Några torp som låg under Säby gård, men inte längre finns kvar, var Ålsta by med Ålsta båtsmanstorp,  Håga by med Håga båtsmanstorp och Herrestads torp.

## Den officiella beteckningen
Fram till 1941 var den officiella beteckningen på den gård som vi i dagligt tal enbart brukar kalla Säby Herrestad eller Säby. Orsaken till dubbelbeteckningen är, att det ursprungligen funnits två gårdar, en med namnet Herrestad, eller som den tidigare kallades Hårsta, och en med namnet Säby. Så småningom lades emellertid Herrestad under Säby, varefter dubbelbeteckningen började införas i jordeböcker och mantalslängder. Herrestad nämns först i 1538 års jordebok i likhet med flera av socknens övriga frälsegårdar. "Gårdsnamnet skrivs då Hörsta och arrendatorn heter Erik. Gården utgör ett helt hemman." Säby möter oss tidigast i en del medeltida urkunder och vi kan således läsa: "År 1538 upptas Säby i jordeboken bland frälsegårdarna och består av 1 hemman som Hindrik brukar."
Tillsammans med tre gårdar i Ålsta by ingick gården Herrestad i säteriet Säby när detta bildades av Schering Rosenhane på 1630-talet. Herrestads gård låg söder om före detta Svea flygflottiljområde, men gården har inte varit bebyggd sedan 1600-talets slut. Namnet Herrestad eller Herresta är känt sedan 1600-talet. Innan dess hette den Horssesta eller Horsta. Gården var anlagd någon gång under järnåldern, med största sannolikhet.

## Nyare historik
När det militära övningsområdet bildades på Järvafältet 1915 kom Säby i Kungl Maj:ts ägo. 1970 köptes gården med mark och byggnader av Järfälla kommun och sedan 1987 ingår området i Västra Järvafältets naturreservat.

## Bilder, huvudbyggnad

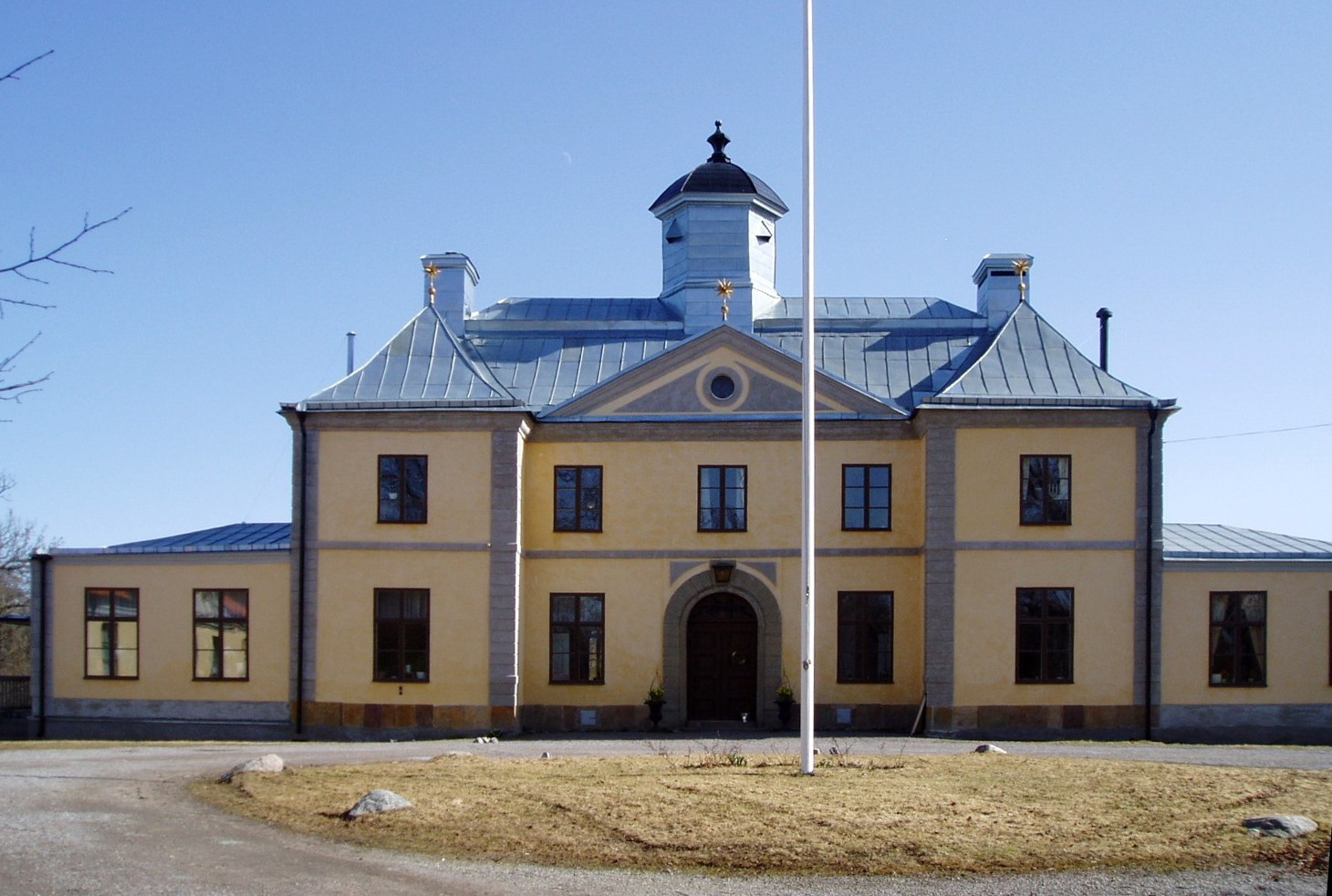
Säby gård från landsidan
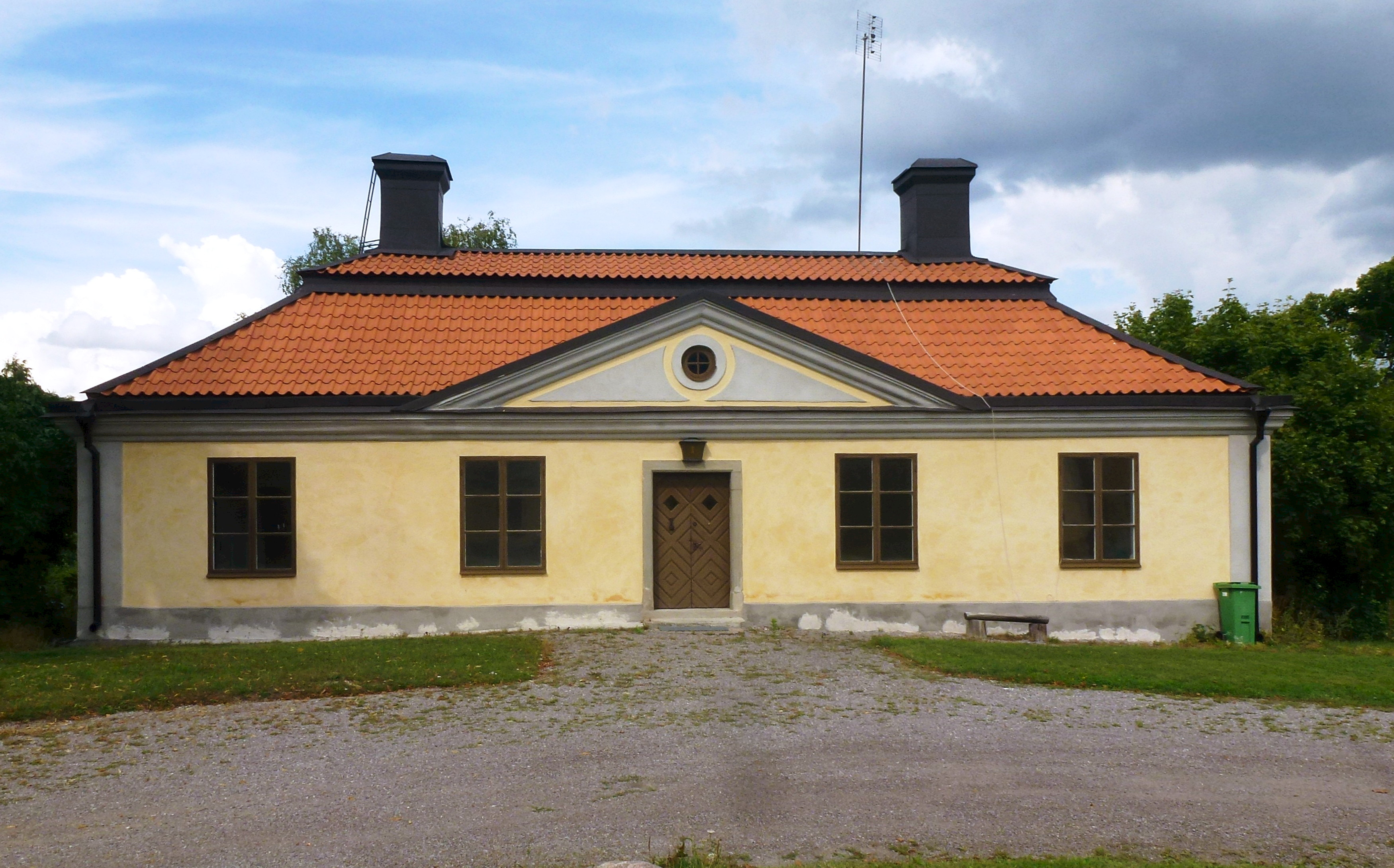
Norra flygeln
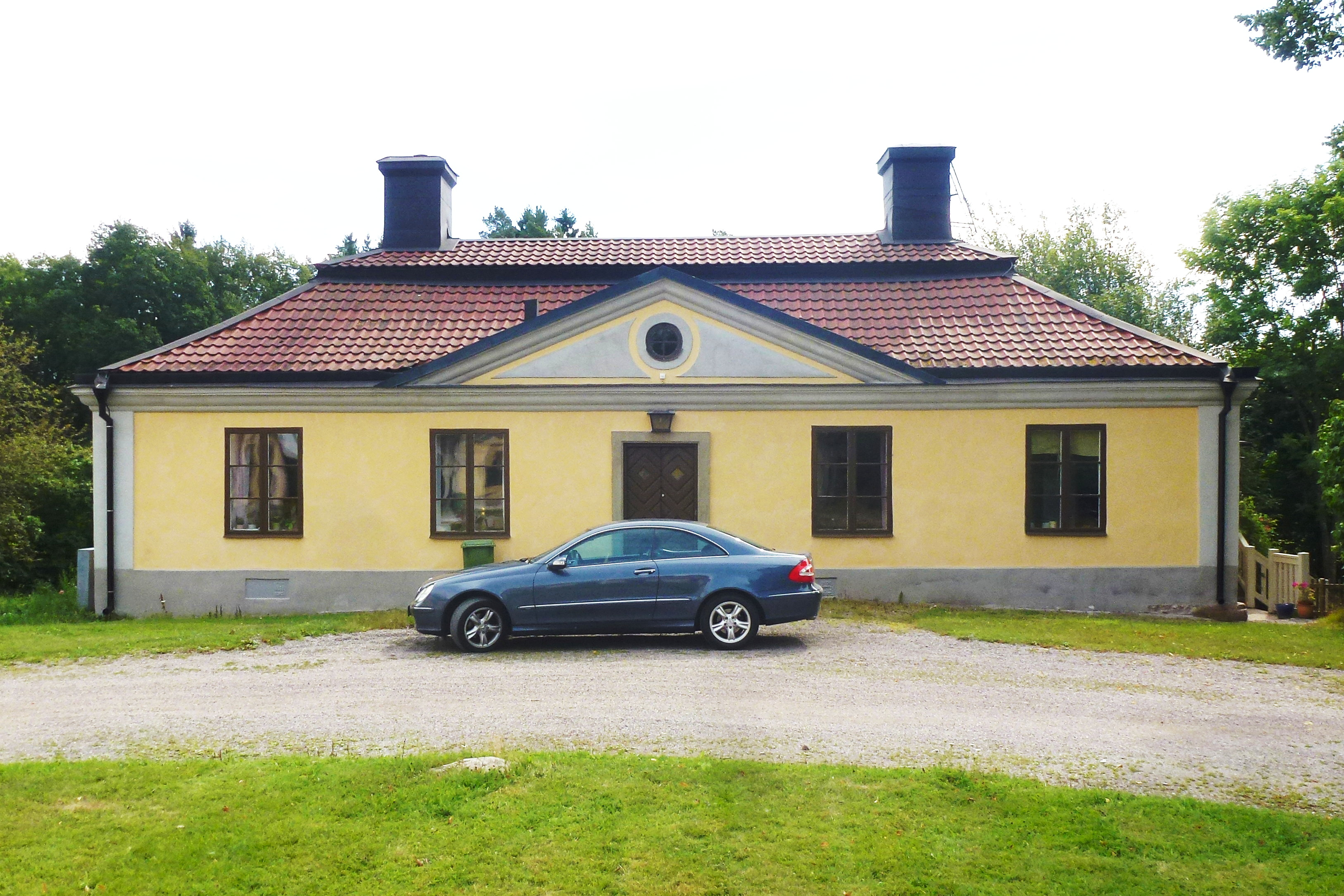
Södra flygeln
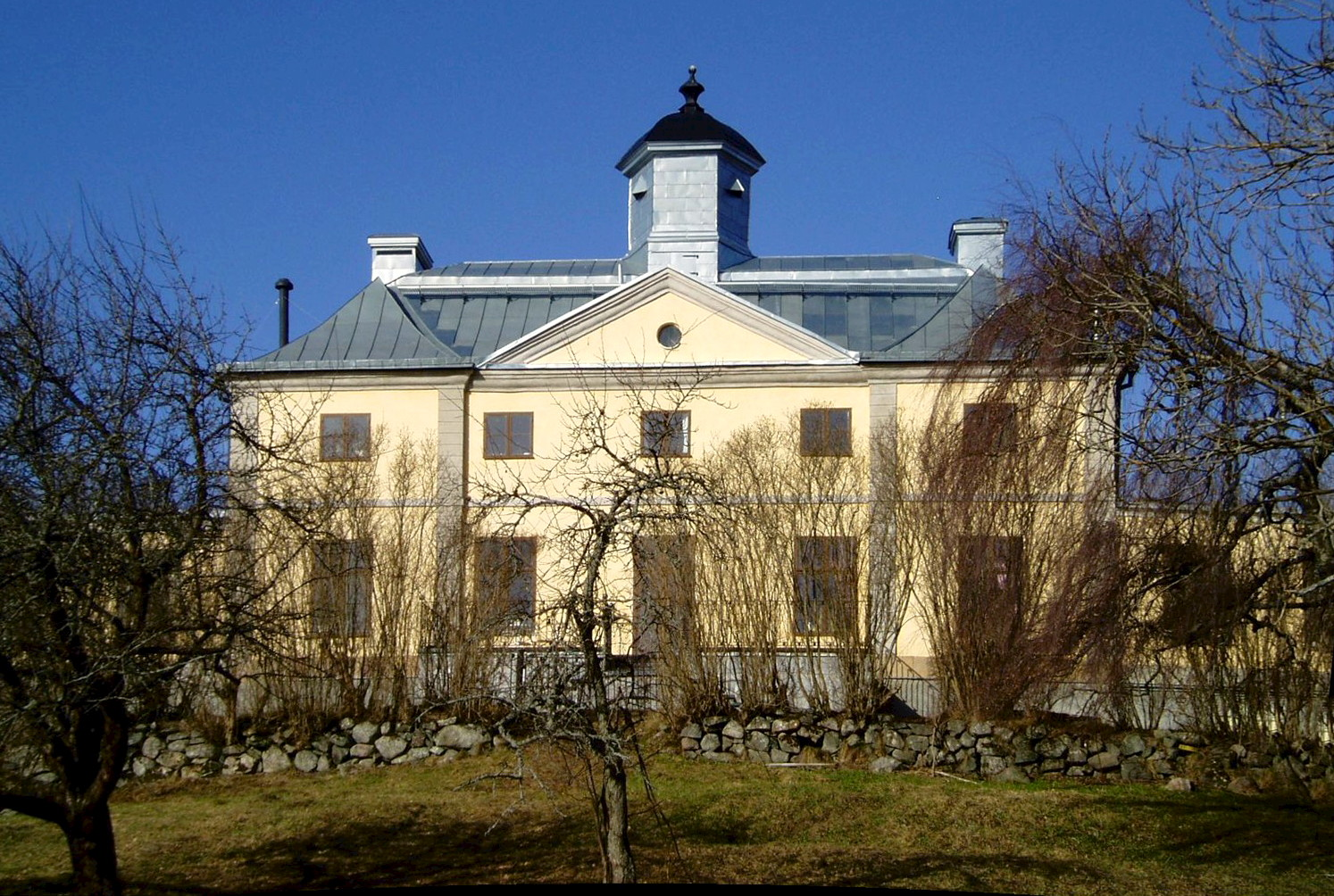
Huvudbyggnaden från sjösidan
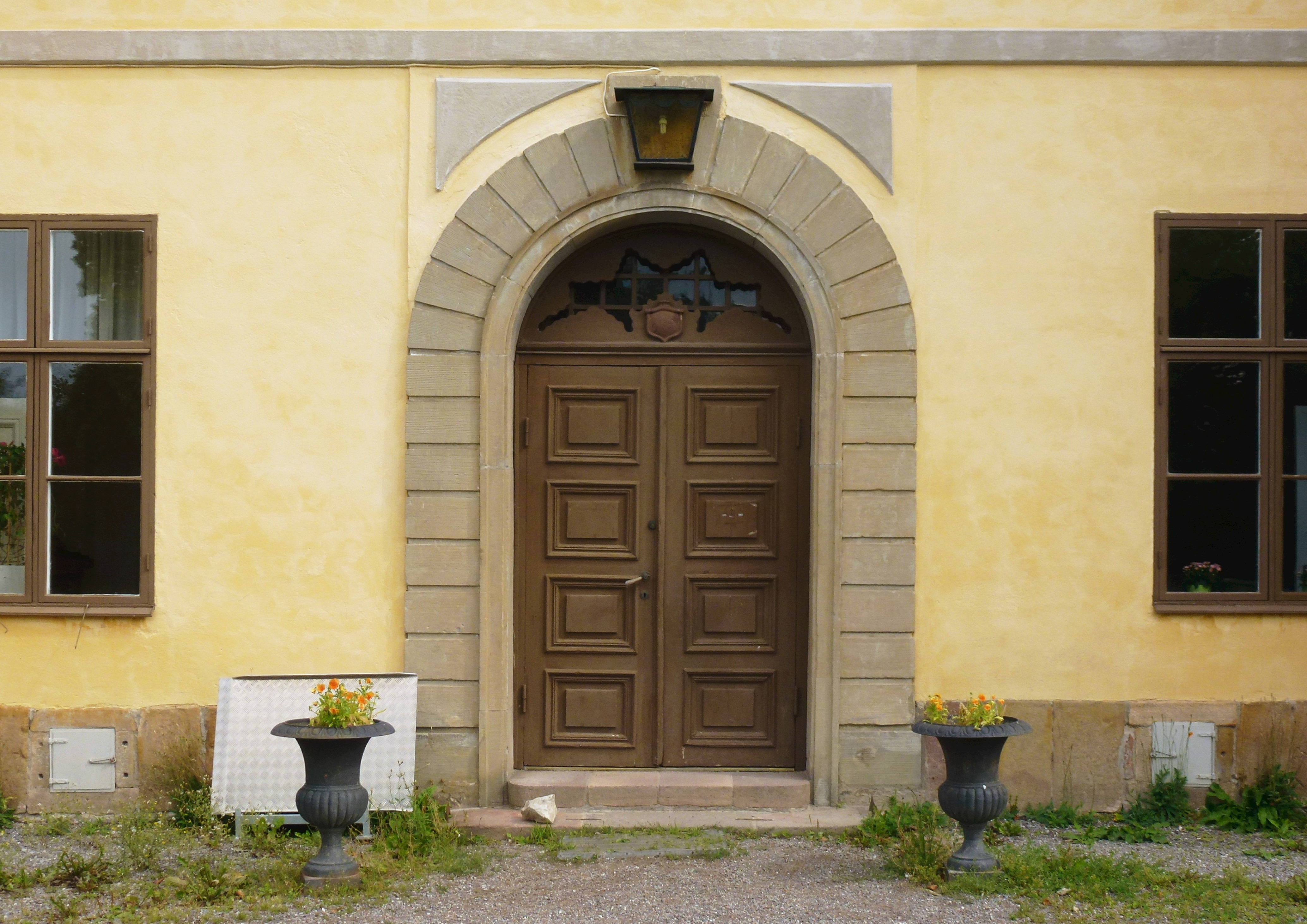
Huvudbyggnadesn entré

## Källor

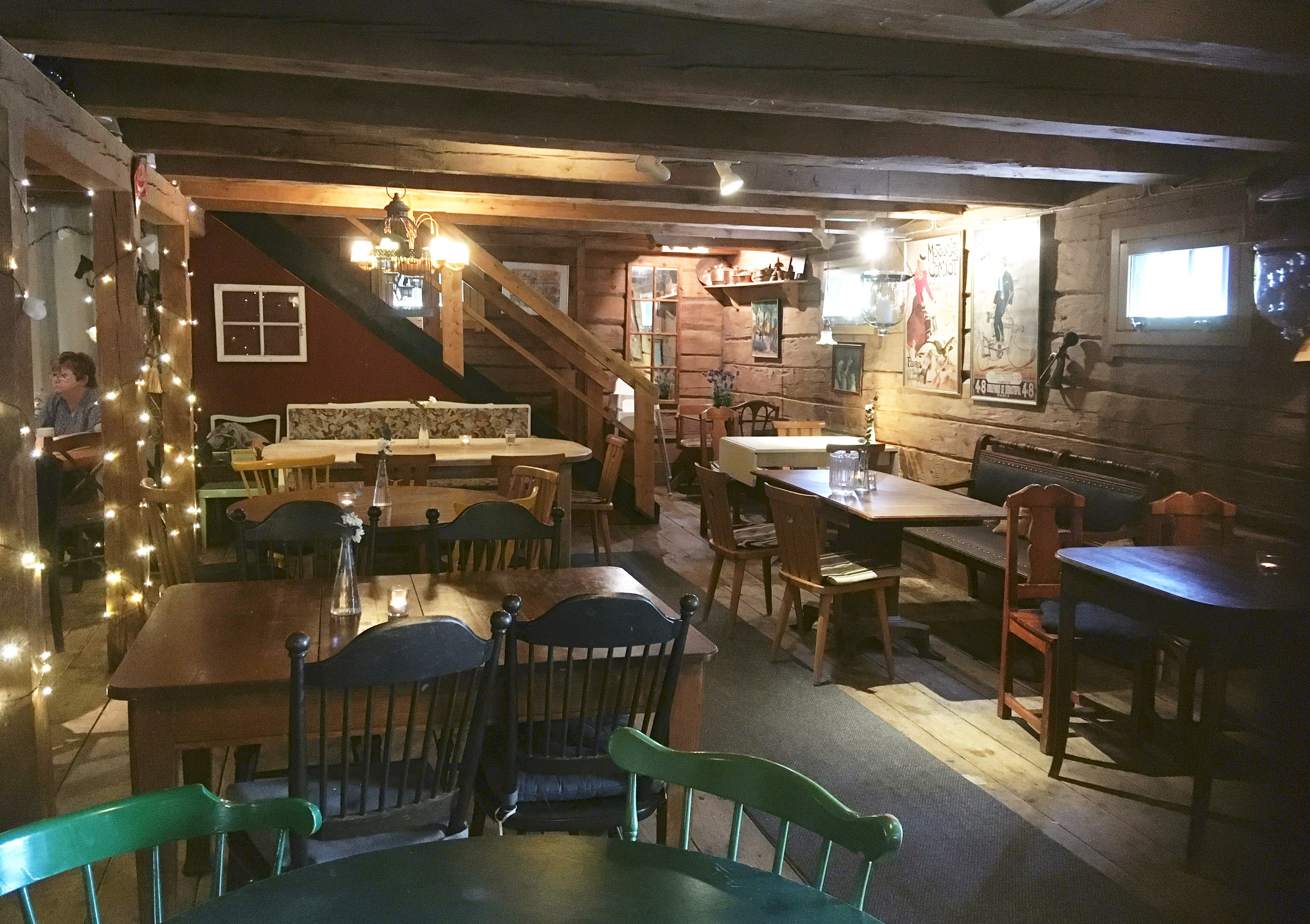
Säby gårds magasin, interiör, numera kaféstuga.

## Bilder, övriga byggnader

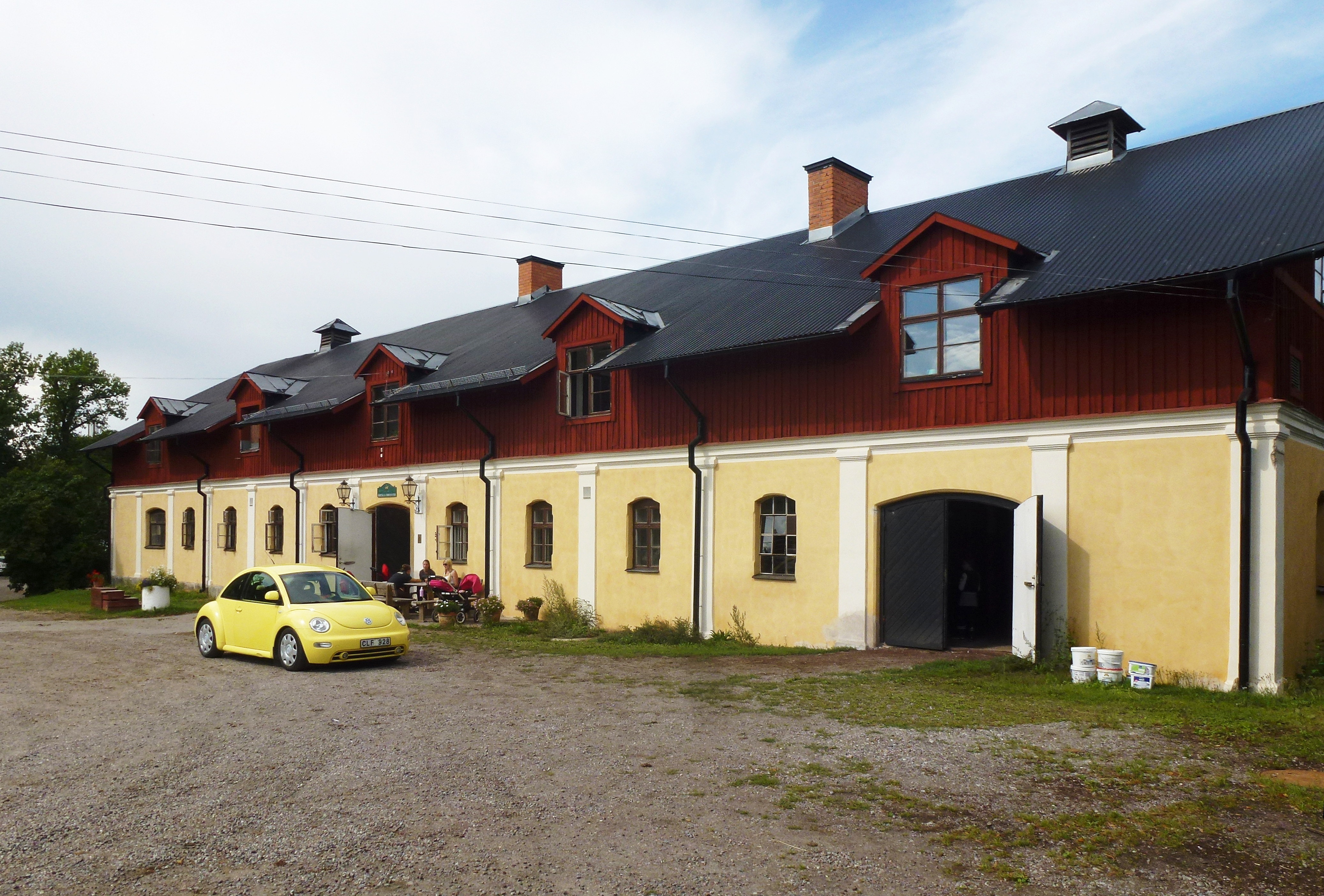
Stallet
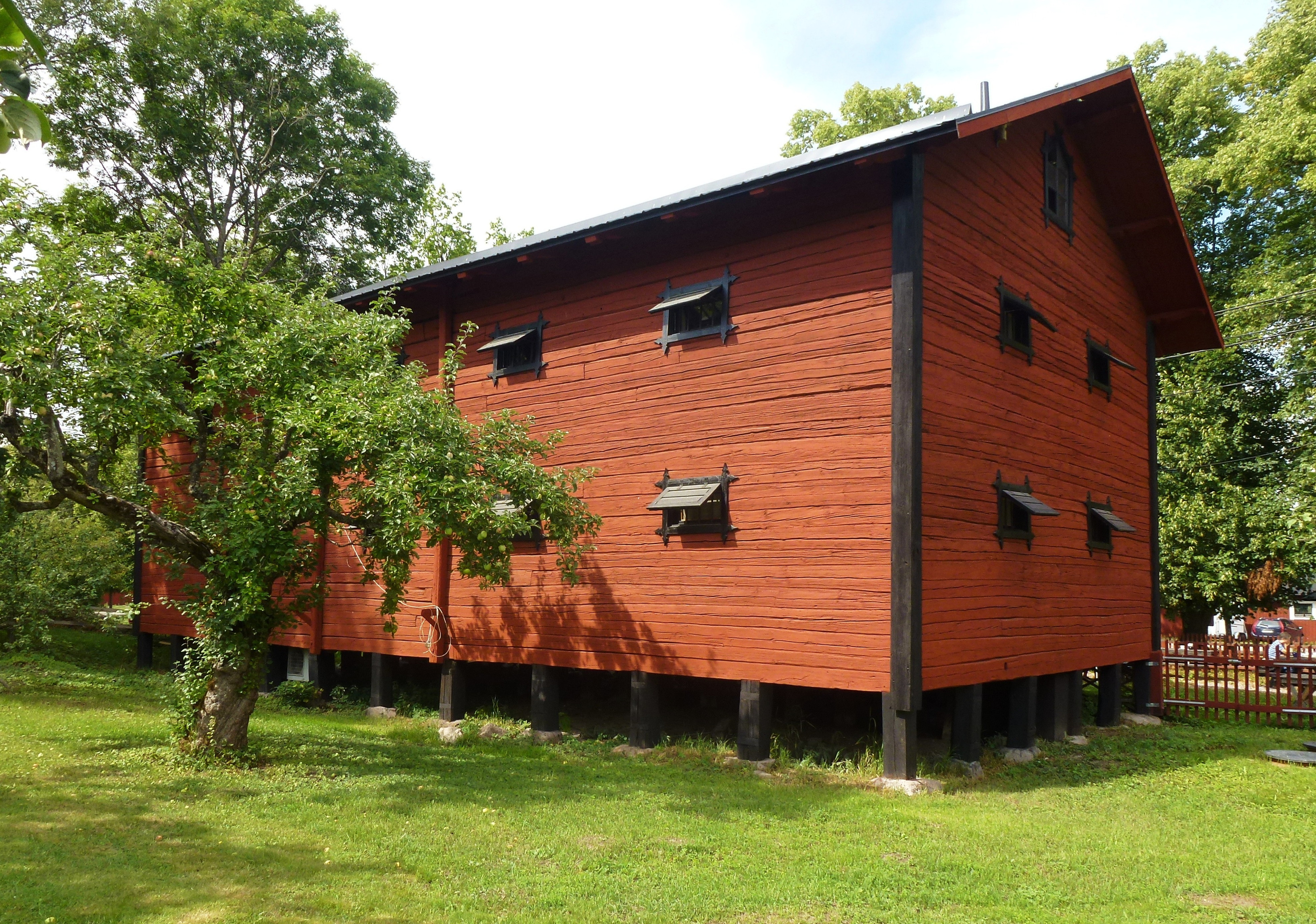
Magasinet
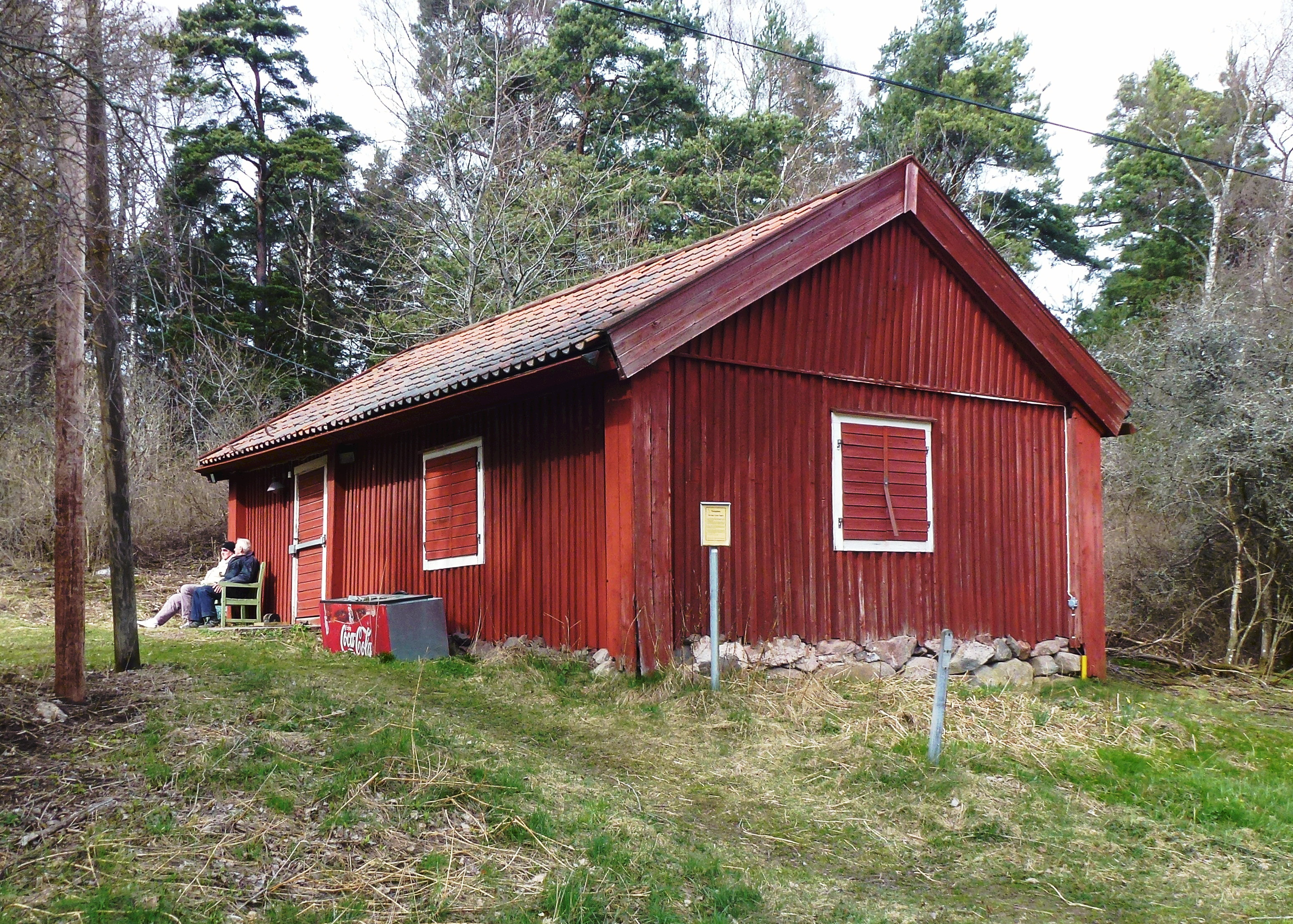
Torpet Tånglöt
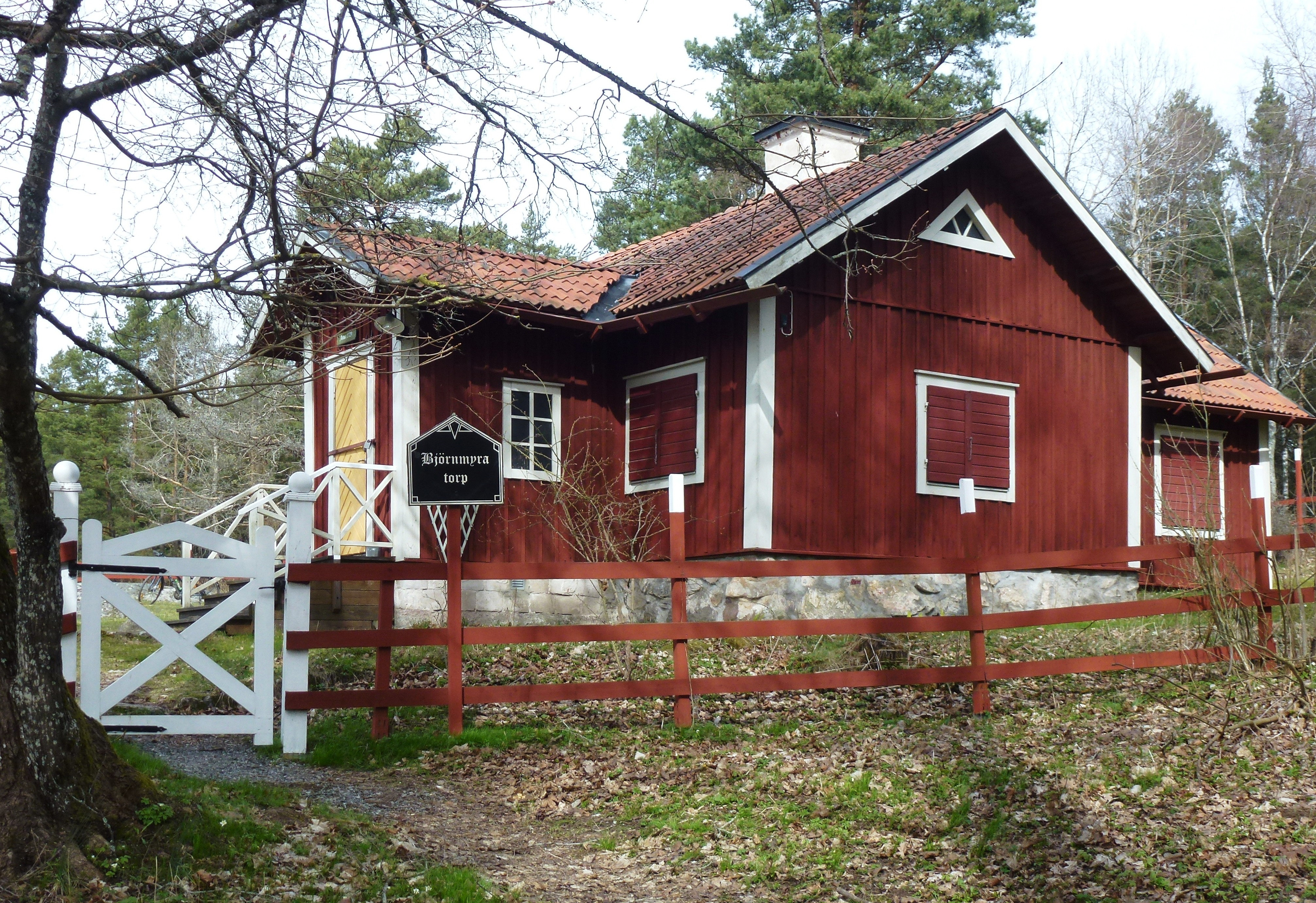
Torpet Björnmyra
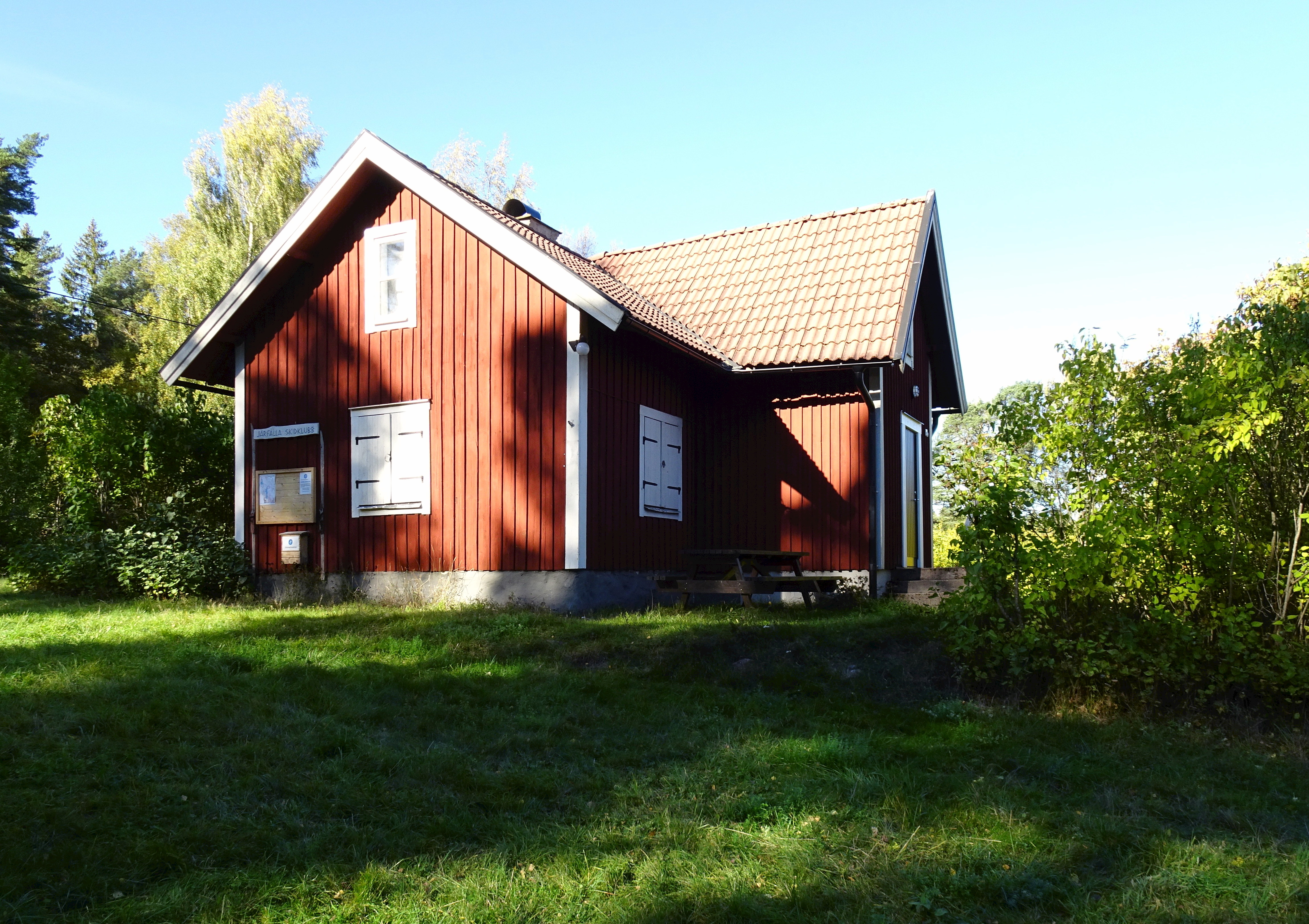
Torpet Granskog